# Liste der Monuments historiques in Saint-Thibault-des-Vignes
Die Liste der Monuments historiques in Saint-Thibault-des-Vignes führt die Monuments historiques in der französischen Gemeinde Saint-Thibault-des-Vignes auf.

## Liste der Bauwerke
| Bezeichnung             | Beschreibung                  | Standort | Kennzeichnung | Schutzstatus   | Datum | Bild           |
| ----------------------- | ----------------------------- | -------- | ------------- | -------------- | ----- | -------------- |
| Kirche St-Jean-Baptiste | Erbaut im 11./12. Jahrhundert | (Lage)   | PA00087276    | Classé Inscrit | 1974  | weitere Bilder |

## Liste der Objekte
Zum Verständnis siehe: Kirchenausstattung
- Monuments historiques (Objekte) in Saint-Thibault-des-Vignes in der Base Palissy des französischen Kultusministeriums